# Kristian Kostov
Kristian Kostov (bulgarsk: Кристиан Константинов Костов tr. Kristian Konstantinov Kostov ; født 15. marts 2000) er en russisk-bulgarsk sanger, som repræsenterede Bulgarien ved Eurovision Song Contest 2017 med sangen "Beautiful Mess". Han opnåede en 2. plads i den europæiske sangkonkurrence og tabte til Salvador Sobral fra Portugal. Før Eurovision Song Contest deltog han i sæson 4 af den bulgarske udgave af X Factor, hvor han også fik en 2. plads, idet han tabte til Christiana Louizu.